# Турахин, Алексей Фёдорович
Алексей Фёдорович Тура́хин (10 (22) февраля 1896 — 1970) — советский конструктор авиабомб.

## Биография
Родился 10 (22 февраля) 1896 года.
Служил в артиллерии в царской армии, поручик. В 1917 году перешёл на сторону советской власти. Участник Гражданской войны.
Окончил Артиллерийскую академию в Ленинграде и Высшие академические авиационные курсы (1926).
В 1926—1930 работал старшим инженером в НИИ ВВС РККА (Москва), разрабатывал бомбы ФАБ-50, ФАБ-100 и ФАБ-200, которые были приняты на вооружение в начале 1930-х годов.
С 28 марта 1930 года приказом ВВС РККА переведён на завод «Мастяжарт» (Мастерские тяжёлой артиллерии).
С 1932 г. конструктор НИО завода № 67. В связи с окончанием отработки первой системы фугасных авиабомб в 1933 году награждён только что учрежденным орденом Красной Звезды.
С 1938 по 1970 год работал в ГСКБ-47.
Автор первых советских сварных фугасных авиабомб ФАБ-50, ФАБ-250, ФАБ-1000 (1932), зажигательной авиабомбы ЗАБ-1 -Э (1935), бронебойных авиабомб БРАБ-250, БРАБ-500, БРАБ-1000 (1941), авиационной гранаты АГ-2 (1941), противолодочной авиабомбы ПЛАБ-100 (1941).

## Награды и премии
- Сталинская премия третьей степени (1943) — за создание новых образцов боеприпасов (за разработку авиабомб МПЛАБ-100, МАБ-250 и авиационной гранаты АГ-2)
- орден Красной Звезды (1933)
- орден Трудового Красного Знамени (1942)
- орден «Знак Почёта» (1944)
- медали